# Tonganski jezici
Tonganski jezici (privatni kod: tngi) malena podskupina od (2) polinezijska jezika koji se govore na otočjima Niue i Tonga u Oceaniji. Ukupan broj govornika iznosi oko 134.380, od čega na niujski otpada svega 7.990.  

## Jezici
- Niujski ili niuefekai, [niu] na otocima Niue, Cook, Novom Zelandu, Tonga i SAD.-u.
- Tonganski [ton], 126.390. osim na Tongi govori se i u Ameročkoj Samoi, Australiji, Kanadi, Fidžiju, Novom Zelandu, Niue, SAD, Vanuatu.

## Vanjske poveznice
- Ethnologue (14th)
- Ethnologue (15th)